# Utgrävningstjärnen (Norsjö socken, Västerbotten)
Utgrävningstjärnen är en sjö i Norsjö kommun i Västerbotten och ingår i Umeälvens huvudavrinningsområde.